# Leptodactylus silvanimbus
Leptodactylus silvanimbus là một loài ếch trong họ Leptodactylidae. Chúng là loài đặc hữu của Honduras.
Các môi trường sống tự nhiên của chúng là các khu rừng vùng núi ẩm nhiệt đới hoặc cận nhiệt đới, sông có nước theo mùa, vùng đồng cỏ, và ao. Loài này đang bị đe dọa do mất môi trường sống.